# Богдо-хан
Богдо-хан (ᠪᠣᠭᠳᠠ
ᠬᠠᠭᠠᠨ; 13 жовтня 1869 — 17 квітня 1924) — теократичний володар Держави Монголія в 1911—1924 роках. Маневруючи між Росією і Китаєм, мілітаристами, комуністами і монархістами намагався зберегти незалежність держави та зміцнити монгольську монархію, спираючись на авторитет ламаїзму. Повний титул «Той, що підносить релігію, Дарує щастя живим істотам, Багатьма поставлений володар Монгольської держави, який тримає разом релігію і державу, Сонячносвітлий Богдо-хан».

## Життєпис

### Богдо-геген
Походив з роду тибетських шляхтичів. Син Гончігцерена, скарбника Далай-лами XII. Народився 1869 року в місті Літан (Сичуань), однієї з резиденцій далай-лам. Отримав ім'я Нгаваанг Лобсаанг Чок'ї Н'їма Тензиін Вангчууг (тиб. ངག་དབང་བློ་བཟང་ཆོས་ཀྱི་ ཉི་མ་བསྟན་འཛིན་དབང་ཕྱུག་). Невдовзі визнається тулку Богдо-гегена VII. Перші роки провів з матір'ю в лхаському палаці Потала. Офіційне визнання хлопчика новим Богдо-гегеном відбулося в Поталі за участю Далай-лами XII. У 1873 році із Монголії до Лхаси вирушила велика урочиста процесія, щоб супроводити хубілгану (переродженого) до Монголії. 1874 року стає очільником буддистів Монголії — халха-джебцзундамба-хутухтою під ім'ям Богдо-геген VIII. В 1875 року перебирається до Урги.
У 1882 році він надав на ім'я цінського імператора Гуансюя доповідь, в якій повідомив, що якщо китайський торговий квартал не переїде за місто, то сам Богдо-геген VIII перенесе свою ставку з Урги в монастиря Ерден-Дзу. Цінська влада пішла на поступки і забрала торговців. 1885 року прибув до цінського імператора на урочистості.
Також Богдо-геген приховав у своєму палаці свого старого вчителя, відмовившись видати його для суду цінської адміністрації; активно протестував проти підвищення податків ургінським амбанєм Де Ліном, відмовлявся від зустрічі з ним і врешті-решт досяг його відставки, незважаючи на його пекінську протекцію.
1904 року, коли Далай-лама XIII прибув з Тибету до Халхи, рятуючись від окупації Лхаси британським експедиційним корпусом Френсіса Янгхасбенда, Богдо-геген VIII не брав участі в церемонії зустрічі Далай-лами в Урзі, жодного разу не відвідав його за весь час його перебування в халхаській столиці, і розпорядився виставити з підвідомчого йому ургінського монастиря підготовлений для нього трон, вважаючи його більш почесним, ніж свій, чим спровокував обурення тибетців.
Згідно мемуарів європейців, Богдо-геген VIII і Далай-лама XIII нібито не поділили між собою пожертвування паломників, також мала місце особиста заздрість Богдо-гегена, що втратив з приїздом Далай-лами більшу частину пошани. Згідно з іншими монгольськими і тибетськими відомостями, конфлікту між ієрархами не було, а його провокувала цінська влада, використовуючи оточення Богдо-гегена, щоб видалити Далай-ламу з Монголії. З монгольських і російських джерел відомо, що Далай-лама кілька разів таємно зустрічався з Богдо-гегеном, феодалами та вищими ламами; мабуть, цих зустрічах і було вирішено, що Монголія і Тибет розірвуть свій зв'язок з імперією Цин.

### Теократичний володар
1911 року, коли внаслідок Синьхайської революції було повалено монархію в Китаї, 27-28 липня в Урзі відбулася таємна нарада монгольських лам та князів під головуванням Богдо-гегена VIII. Офіційним приводом для зборів було обговорення ініціатив Пекіна щодо китайської колонізації Халхи. Нарада ухвалила рішення про відокремлення Халхи від імперії Цін. При цьому було вирішено спиратися на Російську імперію, для чого відправлено делегацію до імператора Миколи II (її очолив князь Ханндорж Ханда, що також вів перемовини за закупівлю зброї). 30 листопада було створено Тимчасову повноважну адміністрацію Халхи Хурхее. 1 грудня 1911 року було видано «Маніфест про незалежність», де було оголошено Державу Монголія. Юридичною основою цьому став указ цінського імператора Абахай при прийнятті титула богдихана, що в разі падіння Династії Цін монгольські князі мають життя за старими своїми законами, тобто стати незалежними.
Роззброєння китайської залоги Урги відбулося мирно. 4 грудня амбань Саньдо-ван виїхав до Кяхти, а звідти до Китаю. 29 грудня в Урзі пройшла урочиста церемонія зведення Богдо-гегена VIII на престол великого хана (богдо-хана) Монголії. Основою для цього було те, що Богдо-геген I походив з роду тушету-ханів, що були з Чингізидів. Оскільки Богдо-геген VIII вважався одним з перероджень Богдо-гегена I, то вважався належним до Чингизідів. 
Невдовзі він зрікся чернечих обітниць й оженився. Про перехід під владу останнього заявили багато аймаків і сеймів в Халхі, а також Хубсугул, Урянхай, Даріганга, Хулунбуїр, Сілінгол, ойрати-дербети. Було створено уряд з верхньою і нижньою палатами на чолі із сайн-нойон-ханом Т.Намнансуреном. Верхня складалася з 5 міністрів (внутрішніх справ, закордонних справ, юстиції, військового та фінансів) та 11 їх заступників. До нижньої палати входили чиновники цих 5 міністерств. Усі посади мали право обіймати ламаїсти.
1912 року Богдо-хан підтримав національно-визвольний рух монголів у Західній та Внутрішній Монголії. Монгольським військом під командуванням Дамбі-Джанцаном було розбито залогу фортеці манчжурського амбаня в Сангійн-геремі, внаслідок чого взято під контроль Ховду. За це Богдо-хан подарував йому титул хошунного князя, проте, дізнавшись про жорстокі порядки, заведені Джа-ламою у своєму хошуні, про його сепаратистські плани і непокору указам Богдо-хана, позбавив його титулів і привілеїв. 21 жовтня того ж року в Урзі було підписано монголо-російську угоду, яка закріплювала привілеї Російської імперії в Монголії — свобода пересування, вільна торгівля, банківська діяльність. Натомість Богдо-хан отримав гарантії автономії Монголії. 29 грудня було підписано монголо-тибетський договір про дружбу, згідно з яким визнавалася незалежність від Китаю обома державами. Під керівництвом російських військових радників була створена 20 тис. монгольська армія.
У 1913 року було підписано Китайско-російську декларацію, за якою Монголія визнавалася автономією при сюзеренітеті Китаю. Богдо-хан не визнав цю декларацію. Після тривалих перемовин 1915 року було підписко монголо-російсько-китайську Кяхтинську угоду (відома як Потрійна угода), за яким Монголія визналася автономією в складі Китайської республіки.
У зв'язку з Першою світовою війною та Лютневою революцією, вплив Російської імперії в регіоні різко знизився. Цим вирішив скористатися Богдо-хан, що наказав Хатар-Батору Масанжаву, військовому губернатору Кобдо, зайняти Урянхайський край. 1917 року уряд Китайської республіки визнав Урянхай частиною Монголії. Втім через наявність проросійських нойонів, а потім дії червоних партизан Масанжав зумів зайняти край лише в 1918 році.
Разом з тим 1917 року після захоплення влади в Росії більшовиками на чолі із В.Леніном там почалася громадянська війна. Багато підвладних народів бажали звільнитися і створити власні держави. В той же час Богдо-хан втратив зовнішню підтримку, і мілітаристський Китай почав експансію до Монголії, висунувши претензії на всю спадщину імперії Цін. У 1918 році нейтралітет Монголії почали порушувати червоні та білі загони, чим вирішив скористатися Чень І, китайський резидент в Урзі, який почав вимагати введення китайських військ. 26 травня року монгольський уряд, не маючи військової потуги для протидії, погодився на введення до столиці 1 батальйону китайців. У липні-серпні радянська влада в Сибіру впала. Тому міністр закордонних справ Монголії Б. Церендорж заявив Чень І, що у введенні військ немає необхідності, оскільки немає небезпеки від більшовиків. На той час китайський батальйон ще не прибув до Ургу, але продовжив рух і увійшов до Урги в серпні, порушуючи Кяхтинську угоду.
Водночас за підтримки Японії і білогвардійського отамана Семенова посилився панмонгольский рух. Його ініціаторами виступили деякі князі і лами Внутрішньої Монголії, частина бурятської інтелігенції і верхівка монголів Баргути. У лютому-березні 1919 року в Читі пройшов панмонгольский з'їзд, учасники якого виступили за створення незалежної об'єднаної Монголії, що включатиме Зовнішню та Внутрішню Монголії, а також Бурятію. Відповідні документи були направлені на розгляд до Версальського конгресу. Однак Зовнішня Монголія відмовилася брати участь у створенні тимчасового уряду, який обрали представники Внутрішньої Монголії. Тимчасовий уряд очолив лама Нейсе-геген Мендебаяр. Цей уряд сформував війська із бурятів та монголів на територіях Внутрішньої Монголії та Баргути, які тимчасово розмістилися в районі залізничної станції Даурія. Тимчасовий уряд підтримував зв'язки з Сибірським тимчасовим урядом та урядом О.Колчака в Омську, котрі притримувалися Кяхтинської угоди 1915 року. Бачачи загрозу незалежності з боку панмонголів, якими керував отаман Григорій Семенов, монгольських вельмож Зовнішньої Монголії почала не влаштовувати спокійна політика Богдо-хана. Значна кількість монгольських аристократів відправила до головнокомандувача Пекіну Фен Гочжана петицію з проханням ліквідувати автономію. Колишній воєнний міністр Китаю, лідер ворожої Фен Гочжану аньхойської кліки, Дуань Ціжуй розумів, що при анексії Монголії зросте його авторитетність, і наказав своєму найближчому послідовнику Сюй Шучженю очолити війська і встановити контроль над Зовнішньою Монголією.

### Повалення
У жовтні 1919 року Чень І погодив з монгольськими князями, що входили до верхньої палати парламенту, 64 пункти «Про повагу Зовнішньої Монголії урядом Китаю та поліпшення її становища в майбутньому». Документ було надіслано до Пекіна. Богдо-хан послав туди ж делегацію, щоб спробувати зупинити реалізацію плану Чень І. Однак це не вплинуло на китайський план відновлення влади у Зовнішній Монголії: невдовзі до Урги прибув на чолі 15-тисячного війська генерал Сюй Шучжен. Богдо-хан відмовився докласти печатку до прийняття верхньою палатою парламенту під тиском Сюя ухвали про ліквідацію монгольської автономії. Проте документ був відправлений до Китаю і президент 22 листопада 1919 року видав ухвалу про задоволення цього «прохання». У лютому 1920 року Богдо-хана та представників монгольського уряду китайські окупанти змусили зробити церемонію поклоніння перед портретом президента Китайської республіки Сюй Шічана і перед прапором союзу п'яти народів..
З іншого боку, політика аньхойської кліки викликала тривогу у впливового феньтянського генерала Чжан Цзоліня. У липні вони примусили Шучженя відкликати більшу частину військ назад до Китаю для боротьби з феньтянцями. Війська генерала були розбиті під час Чжилійсько-аньхойської війни, і китайський гарнізон у Монголії залишився без командування. Після повернення Сюя Шучжена до Китаю Богдо-хан знову отримав деяку свободу дій. На пропозиції ургинського антикитайського підпілля, що зв'язалося з ним, про організацію збройного повстання в столиці він відповідав, що поки необхідно вичікувати. Разом з цим, коли делегатам новоствореної Монгольської народної партії в радянському Іркутську знадобився офіційний лист із проханням про військову допомогу, завірений особистою печаткою Богдо-хана, він передав такий документ революціонерам через свого да-ламу Пунцагдоржа.

### Відновлення влади
У жовтні 1920 року із Забайкалля до Монголії вступила Азійської кінна дивізія під командуванням генерала Р. Унгерн фон Штернберга, і зробила невдалу спробу штурму столиці. Китайський генералітет, відмовившись підкорятися Чень І, знову заарештував Богдо-хана. В свою чергу той вирішив звернутися за допомогою до Унгерна. Наприкінці 1920 року він спрямував до ставки Азійської дивізії, що знаходилася в районі Керулена, очільника Шабінського відомства Хушиктен-ламу з офіційним проханням до барона про звільнення Халхи від китайців.
У ніч на 3 лютого змішаний загін з тибетців, монголів, бурятів і росіян під командуванням хорунжого Ц. Тубанова та тибетця Саж-лами Жам'янданзана організував визволення Богдо-хана з-під арешту в ургинській резиденції біля північного підніжжя Богдо-ули, монастир Манджушрі-Хійд на протилежний схил гори в той час, як війська Унгерна почали бої з китайською залогою Урги. Звістки про звільнення Богдо-хана справили сильний деморалізуючий вплив на китайців. Наступного дня Азійська дивізія зайняла столицу.
У результаті в Монголії було відновлено теократичну монархію на чолі з Богдо-ханом. 22 лютого 1921 року в Урзі їм було сформовано новий уряд. Він дарував Унгерну і генералу Б. П. Резухіну князівські звання. Спочатку співчуваючи ідеям Унгерна про реставрацію у Росії монархії, Богдо-хан наказав монгольському населенню сприяти Унгерну у його поході у радянський Сибір.

### Під владою комуністів
Після поразки Азійської дивізії в Бурятії, Богдо-хан відмовився від планів Унгерна перевезти його разом із дружиною подалі від фронту, в західномонгольський Улясутай, і залишився в Урзі до заняття столиці Монгольської народної армії під командуванням Сухе-Батора. 1920 року скріпив печаткою послання «Від князів і лам Монголії» до уряду Радянської Росії, яке загалом залишилося без уваги. Натомість поставила умови Монгольській народній партії перейменуватися на Монгольську народну робітничу партію (МНРП), який пообіцяли військову допомогу і визнання незалежності Монголії лише у разі здійснення народної революції з позбавленням влади аристократії і князів. Лише заради отрмиання повної незалежності монгольська делегація погодилася на вимоги Радянської Росії.
6 червня 1921 року війська МНРП за підтримки Червоної армії Радянської Росії та Народно-революційної армії Далекосхідної республіки зайняли Ургу. 9 липня 1921 року Богдо-хан отримав листа, в якому вожді Народної революції повідомили його про те, що всі порядки в країні, за винятком релігії, будуть переглянуті та реформовані. Наступного дня ЦК Монгольської народної робітничої партії видав розпорядження про формування нового уряду на чолі з Д.Бодоо, тоді як Богдо-хан проголошувався обмеженим монархом. 11 липня він був знову церемоніально реінтронізований. 1 листопада Богдо-хана змусили підписати Клятвеного договору, згідно з яким втрачав права впливати на державні справи та перетворювався на конституційного монарха.
Помер 1924 року від раку горла. Далай-лама XIII надав дозвіл на бальзамування Богдо-хана і вкриттям його тіла золотом для подальшого поклоніння в монастирі Гандан (одна з провідних шкіл Гелуг в Тибеті). За цим монархія була ліквідована. Новим Богдо-гегеном став тибетець Джампел Намдрол Чок'ї Г'ялцен.

## Родина
Дружини — Дондогдулам, Гененпил. Рідних дітей не було, названий син — Ялгуусан-хутухта